# Ying Guo
Ying Guo é um bioestatística chinesa especializada em imagens biomédicas, neuroimagem e análise de dados de alta dimensão.
 Ela é professora de bioestatística e bioinformática na Universidade Emory, onde dirige o Emory Center for Biomedical Imaging Statistics.

## Educação e carreira
Guo formou-se na Universidade Renmin da China em 1998 e lá obteve um mestrado em estatística em 2000. Ela completou um doutoramento em bioestatística na Universidade Emory em 2004.
 A sua dissertação, Assessing Agreement for Survival Outcomes, foi supervisionada por Amita Manatunga. Depois de continuar a trabalhar na Emory como professora assistente de pesquisa, foi-lhe dada uma posição estável em 2006. Ela tornou-se diretora interina do Center for Biomedical Imaging Statistics em 2014, e diretora em 2016. Ela foi promovida a professora titular da Emory em 2019.

Em Emory, os seus colaboradores regulares incluem duas outras estatísticas femininas, Manatunga e Limin Peng.

## Reconhecimento
Guo foi presidente do capítulo da Geórgia da American Statistical Association entre 2017 e 2018.
 Em 2018, a American Statistical Association listou-a como Fellow da American Statistical Association.